# Remmarklobbarna (vid Strömsö, Raseborg)
Remmarklobbarna är en ö i Finland. Den ligger i Finska viken och i kommunen Raseborg i den ekonomiska regionen  Raseborg i landskapet Nyland, i den södra delen av landet. Ön ligger omkring 68 kilometer väster om Helsingfors.
Öns area är 1,2 hektar och dess största längd är 150 meter i sydväst-nordöstlig riktning.